# Dulcin
Dulcin je veštački zaslađivač koji je oko 250 puta slađi od šećera. Ovo jedinjenje je otkrio Džozef Berlinerbau 1884. Dulcin je ušao u masovnu proizvodnju sedam godina kasnije. Uprkos činjenice da je otkriven samo pet godina nakon saharina, ovo jedinjenje nije doživelo komercijalni uspeh saharina. Dulcin je bio važan zaslađivač tokom ranog 20. veka i ima prednost nad saharinom da ne poseduje gorki zaostali ukus u ustima.
Rana medicinska istraživanje su utvrdila da je ova supstanca bezbedna za ljudsku upotrebu, i on se smatrao idealnim za upotrebu od strane dijabetičara. Međutim jedna FDA studija iz 1951. je pokrenuta mnoga pitanja o njegovoj bezbednosti, što je dovelo do povlačenja dulcina sa tržišta 1954, nakon što su ispitivanja na životinjama ukazala na nespecifična karcinogena svojstva.
Dulcin je takođe poznat kao sukrol i valzin.